# IC 4170
IC 4170 ist eine Galaxie vom Hubble-Typ S? im Sternbild Coma Berenices am Nordsternhimmel.
Das Objekt wurde am 27. Januar 1904 von Max Wolf entdeckt.